# マラチャ県

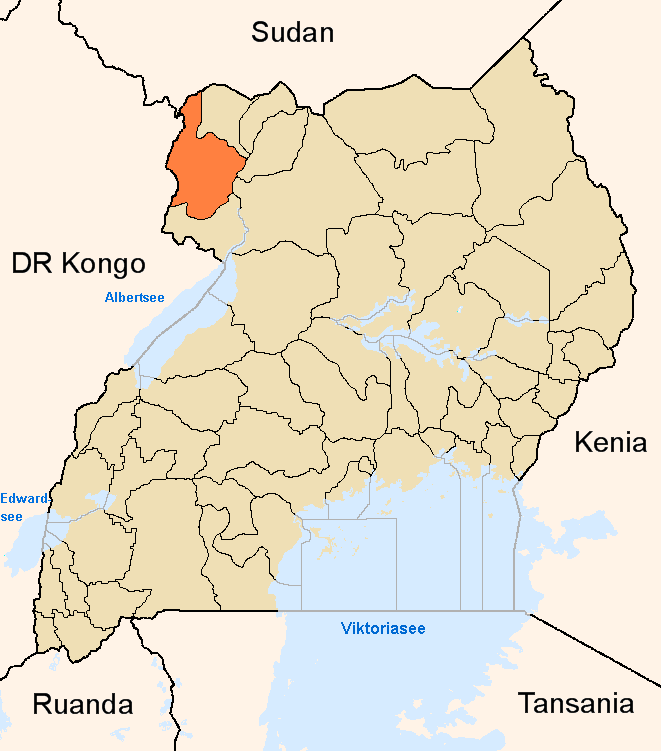
2001年から2005年のアルア県、中部が2006年以降のマラチャ県

マラチャ県 (マラチャけん、Maracha District) はウガンダ北西部西ナイル地方中部の県。2006年7月1日にアルア県の北部のマラチャ郡とテレゴ郡がマラチャ県に分割され設置された。しばらくは県庁所在地が決まらず、マラチャ＝テレゴ県とされていた。西にマラチャ、東にテレゴの2つの郡が置かれている。マラチャはルグバラ族が多く、テレゴの東部はマディ族が多い。テレゴ郡の東部にはリノとインヴェピの難民キャンプがある。2002年の国勢調査人口は 310,338 人。

## 隣接する県
北西に2005年にアルア県から分割されたコボコ県、北東にユンベ県、西はコンゴのイトゥリ州（2005年以前の東部州南東部）と接する。
- コボコ県
- ユンベ県
- テレゴ県
- アルア県
- イトゥリ州